# Egon Behle
Egon W. Behle (* 25. August 1955 in Nidda) ist ein deutscher Manager.
Egon Behle studierte Luft- und Raumfahrttechnik in Stuttgart.
Nach fünfjähriger Tätigkeit bei der Robert Bosch GmbH arbeitete Behle von 1987 bis 1991 als Vertriebsleiter für Orbitalsysteme und Bodeninfrastruktur bei der Raumfahrtfirma Dornier. Anschließend war er in verschiedenen Führungspositionen für den MAN-Getriebespezialisten Renk AG tätig. Nach einer weiteren Station als Geschäftsführer der Fortuna Spezialmaschinen GmbH wechselte er 1997 zum Automobilzulieferer ZF Friedrichshafen AG, wo er mehrere Geschäftsbereiche führte.
Von 2002 bis Ende 2007 war Behle Vorsitzender der Geschäftsführung von ZF Lenksysteme. Zum 1. Januar 2008 übernahm er den Vorstandsvorsitz der MTU Aero Engines, welchen er zum 31. Dezember 2013 niederlegte. Den Vorstandsvorsitz des Unternehmens übernahm Reiner Winkler.
Egon Behle ist in 2017 nach Florida, USA, ausgewandert und ist seither dort unternehmerisch als Berater für verschiedene Private-Equity-Unternehmen tätig. Seine Mandate waren bis 2020 primär im Bereich der Luftfahrtindustrie.